# Szabó Etelka (nyelvművelő)
Szabó Etelka (Gyimesközéplok, 1945. szeptember 16.−) erdélyi magyar pedagógus, magyar nyelvművelő, szerkesztő.

## Életútja, munkássága
A középiskolát Kovásznán végezte 1963-ban, magyar szakos diplomát a BBTE Filológia Karán szerzett 1968-ban. 1968–71 között Futásfalván, 1971–90 között Kovásznán a vajnafalvi általános iskolában, 1990-től nyugdíjazásáig (1998) Kovásznán a Kőrösi Csoma Sándor Iskolaközpontban tanított.
Nyelvművelő cikkeit a Háromszék, módszertani írásait a Tanügyi Újság közölte. Gazda Józseffel közösen szerkesztette a Kőrösi Csoma Sándor Egyesület évkönyveit: Kőrösi Csoma Sándor és tudományos műhelyeink (Sepsiszentgyörgy, 1999); Kőrösi Csoma Sándor és a magyarság keleti eredete (Sepsiszentgyörgy, 2000); Kőrösi Csoma Sándor és magyar mítoszaink (Sepsiszentgyörgy, 2002).